# Tamara Jenkins
Tamara Jenkins (Filadelfia, 2 maggio 1962) è una regista, sceneggiatrice e attrice statunitense.
Di origine ebraica per parte di padre ed italiane per quella di madre, la Jenkins è nota per i suoi film L'altra faccia di Beverly Hills con Natasha Lyonne, Marisa Tomei e Alan Arkin, presentato sia al Festival di Cannes che al Sundance Film Festival, e La famiglia Savage con Laura Linney e Philip Seymour Hoffman, presentato al Sundance e al Toronto Film Festival. 
Per quest'ultimo Tamara Jenkins e Laura Linney ricevettero rispettivamente una nomination all'Oscar alla migliore sceneggiatura originale e una nomination all'Oscar alla miglior attrice.

## Filmografia

### Regista
- Fugitive Love (1991)
- Family Remains (1993)
- L'altra faccia di Beverly Hills (Slums of Beverly Hills) (1998)
- Choices: The Good, the Bad, the Ugly (2004)
- La famiglia Savage (The Savages) (2007)
- Private Life (2018)

### Attrice
- Cheap Flight (1996)
- Happy Accidents (2000)
- Love in the Time of Money (2002)

### Scrittrice
- Family Remains (1993)
- L'altra faccia di Beverly Hills (Slums of Beverly Hills) (1998)
- La famiglia Savage (The Savages) (2007)